# Snettisham
Snettisham är en ort och civil parish i Storbritannien.   Den ligger i grevskapet Norfolk och riksdelen England, i den sydöstra delen av landet, 160 km norr om huvudstaden London. Snettisham ligger 15 meter över havet och antalet invånare är 2 193.
Terrängen runt Snettisham är platt. Havet är nära Snettisham åt nordväst. Runt Snettisham är det ganska tätbefolkat, med 90 invånare per kvadratkilometer. Närmaste större samhälle är King's Lynn, 15,8 km sydväst om Snettisham. Trakten runt Snettisham består till största delen av jordbruksmark.